# Furacão Ida (2009)
O furacão Ida foi o ciclone tropical mais forte durante a temporada de furacões no oceano Atlântico de 2009, cruzando a costa da Nicarágua com ventos de 130 km/h (80 mph). Os remanescentes da tempestade se tornaram um poderoso nor'easter que causou danos generalizados ao longo das áreas costeiras dos Estados do Médio Atlântico. Ida formou-se em 4 de novembro no sudoeste do Caribe, e dentro de 24 horas atingiu a costa da Nicarágua com ventos de 130 km/h (80 mph). Enfraqueceu significativamente em terra, embora tenha se fortalecido novamente no Canal do Iucatão para ventos de pico de 169 km/h (105 mph). O furacão Ida enfraqueceu e se tornou um ciclone extratropical no norte do Golfo do México, antes de se espalhar pelo sudeste dos Estados Unidos. Os remanescentes de Ida contribuíram para a formação de um nor'easter que afetou significativamente a costa leste dos Estados Unidos.
Numerosos alertas e avisos foram emitidos durante a existência do furacão. Áreas do Panamá ao Maine foram afetadas pela tempestade ou pela baixa de nor'easter. Na Nicarágua, quase 3.000 pessoas evacuaram áreas costeiras antes da tempestade. Evacuações mais extensas no México realocaram mais de 100.000 residentes e turistas. Nos Estados Unidos, várias paróquias da Louisiana e condados do Alabama e da Flórida declararam estado de emergência por medo de danos significativos causados pela tempestade. As autoridades emitiram evacuações voluntárias e a maioria das escolas e escritórios não emergenciais na região fecharam.
Na América Central, Ida trouxe fortes chuvas para partes da Costa Rica, Nicarágua e Honduras. Várias pessoas foram dadas como desaparecidas na Nicarágua, no entanto, relatórios pós-tempestade negaram essas alegações. Milhares de edifícios desabaram ou sofreram danos e cerca de 40.000 pessoas ficaram desabrigadas. Danos de Ida na Nicarágua totalizaram pelo menos 46 milhões de córdoba ($2,12 milhões de US$). Além das fortes chuvas no México e em Cuba, pouco impacto do Ida foi relatado em ambos os países. Nos Estados Unidos, os remanescentes causaram danos substanciais, principalmente nos Estados do Médio Atlântico. Uma pessoa foi morta por Ida após se afogar em mar agitado, enquanto outras seis perderam a vida em vários incidentes relacionados ao nor'easter. Chuvas fortes generalizadas levaram a inúmeros relatos de inundações repentinas em áreas do Mississippi ao Maine. No geral, os dois sistemas geraram quase US$ 300 milhões em danos em todo o país.

## História meteorológica
O furacão Ida se originou de uma onda tropical fraca que atingiu o oeste do Caribe em 1 de novembro de 2009. Em 2 de novembro, o sistema gerou uma área de baixa pressão ao norte do Panamá que se moveu muito pouco nos dias seguintes. O baixo tornou-se cada vez mais organizada dentro de um ambiente favorável que permitiu o desenvolvimento de convecção profunda. até 4 de novembro, a baixa tornou-se suficientemente organizada para o Centro Nacional de Furacões (NHC) classificá-la como depressão tropical Onze. Nessa época, a depressão tropical estava situada a sudoeste da Ilha de Santo André. As feições de bandas convectivas tornaram-se cada vez mais definidas ao longo do dia, e seis horas depois de se tornar uma depressão tropical, o sistema se intensificou na tempestade tropical Ida.
O leve cisalhamento do vento permitiu que Ida se intensificasse rapidamente enquanto seguia lentamente em direção ao litoral da Nicarágua. No final de 4 de novembro, as imagens de satélite de micro-ondas mostraram uma característica semelhante a um olho se formando dentro da tempestade. A tempestade seguiu para oeste-noroeste em resposta a uma crista fraca sobre o centro-norte do Mar do Caribe e uma depressão fraca sobre o sudoeste do Golfo do México; esses recursos também foram responsáveis pelo movimento lento de Ida. No início de 5 de novembro, a tempestade se intensificou em um furacão de categoria 1 na escala de furacões de Saffir-Simpson ao passar perto das Ilhas do Milho. Aproximadamente às 11:17 UTC, o centro de Ida atingiu a costa perto de Tasbapauni, Nicarágua, com ventos de 130 km/h (80 mph). Depois que o furacão se moveu para o interior, as altas montanhas da Nicarágua fizeram com que a convecção associada ao furacão diminuísse, resultando em um rápido enfraquecimento. Cerca de 18 horas após o desembarque, Ida enfraqueceu para uma depressão tropical ao virar para o norte sobre as Honduras.
No final de 6 de novembro, Ida ressurgiu sobre a água, entrando no noroeste do Mar do Caribe. Ao voltar sobre a água, a tempestade começou a se desenvolver rapidamente, com a convecção aumentando em torno do centro de circulação. No início de 7 de novembro, Ida se fortaleceu novamente em uma tempestade tropical enquanto seguia a oeste do norte. Temperaturas muito quentes da superfície do mar à frente do sistema teriam permitido uma intensificação substancial; no entanto, o cisalhamento do vento sobre a área aumentou rapidamente, resultando em um fortalecimento modesto. Mais tarde naquele dia, a tempestade virou para noroeste em resposta a uma forte depressão sobre o México e uma cordilheira de nível médio que se estendia do sudeste dos Estados Unidos até Hispaniola. Conforme Ida se aproximava do Canal do Iucatão, um olho se desenvolveu novamente e a tempestade rapidamente se intensificou em um furacão. Pela manhã de 8 de novembro, a tempestade atingiu a status de categoria 2 com ventos de 160 km/h (100 mph).

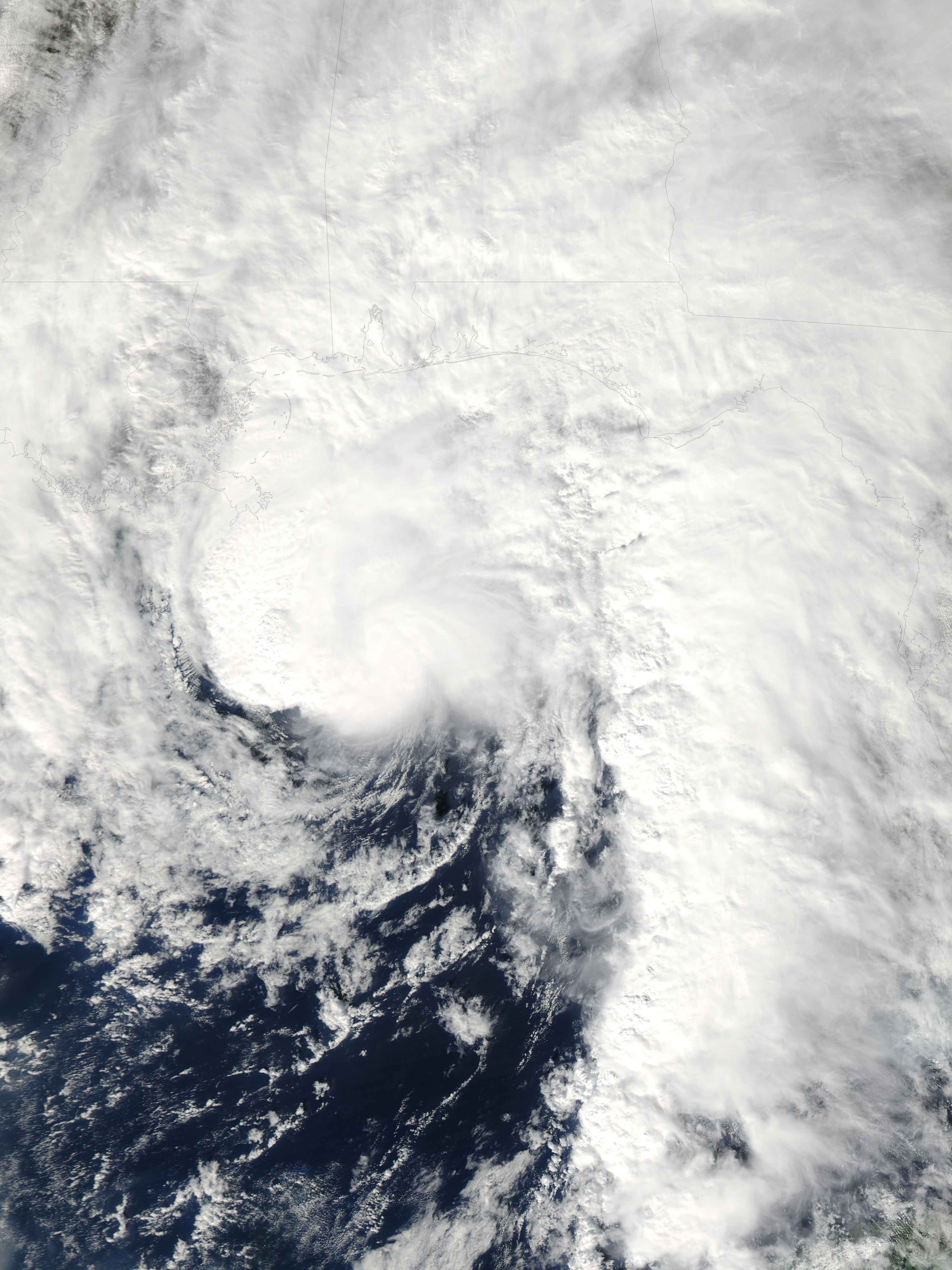
O furacão Ida logo após atingir seu pico secundário de intensidade em 9 de novembro perto da Costa do Golfo dos Estados Unidos

No final de 8 de novembro, Ida atingiu seu pico de intensidade com ventos de 169 km/h (105 mph) e uma pressão barométrica de 975 mbar (28.8 inHg)). Pouco depois, o aumento do cisalhamento do vento e da velocidade de avanço fez com que a tempestade enfraquecesse rapidamente para uma tempestade tropical. Apenas uma pequena área de convecção permaneceu perto do centro na manhã de 9 de novembro. Apesar do forte cisalhamento, a tempestade se reorganizou rapidamente, atingindo o status de furacão pela terceira vez durante a tarde. Com base nas leituras de uma plataforma de petróleo próxima e em dados de reconhecimento, foi determinado que Ida atingiu seu pico de intensidade secundário perto da costa sudeste da Luisiana com ventos de 137 km/h (85 mph). No entanto, essa intensificação durou pouco, pois uma combinação de cisalhamento crescente do vento e diminuição da temperatura da superfície do mar induziu o enfraquecimento para uma tempestade tropical em três horas.
Na manhã de 10 de novembro, toda a convecção de Ida parecia deslocada para o nordeste e o movimento da tempestade diminuiu substancialmente. Além disso, a tempestade havia começado a passar por uma transição extratropical perto da Costa do Golfo dos Estados Unidos. Pouco antes de atingir a costa perto da Ilha Dauphin, Alabama, a tempestade completou sua transição extratropical. Ida cruzou a Baía de Mobile logo em seguida, e os ventos máximos diminuíram abaixo da força do vendaval. Depois de seguir lentamente para o leste por várias horas, a circulação de superfície de Ida se dissipou sobre o Panhandle da Flórida, às 12:00 UTC de 11 de novembro. No entanto, a energia da tempestade levou à formação de uma nova baixa na costa da Carolina do Norte. Esta nova baixa rapidamente se intensificou e se tornou um poderoso nor'easter que causou danos substanciais em todos os Estados do Meio-Atlântico. até 12 de novembro, o sistema atingiu uma pressão mínima de 992 mbar (29.3 inHg) juntamente com ventos de 105 km/h (65 mph). A baixa extratropical enfraqueceu no dia seguinte e mudou-se para o mar depois de parar ao longo da costa da Carolina do Norte. Os remanescentes do ciclone persistiram até 17 de novembro, quando já havia se movido sobre o Canadá Atlântico.

### América Central
Pouco depois de ser designada como tempestade tropical Ida em 4 de novembro, o governo da Nicarágua emitiu um alerta de tempestade tropical para todo o litoral da Nicarágua, e o governo da Colômbia também emitiu um alerta para as ilhas próximas de San Andrés e Providencia. Mais tarde naquele dia, um alerta de furacão foi declarado para áreas entre Bluefields e a fronteira Nicarágua-Honduras. À medida que Ida se aproximava da terra, o alerta de tempestade tropical para San Andrés e Providencia foi interrompido. Várias horas depois, o alerta de tempestade tropical e o alerta de furacão foram modificados para cobrir as áreas ao sul da fronteira Nicarágua-Honduras até Porto Cabeças e um alerta de furacão foi emitido para as áreas ao sul de Porto Cabeças até Bluefields. Depois que Ida atingiu a Nicarágua, todos os avisos de furacão foram interrompidos e substituídos por um aviso de tempestade tropical. Pouco tempo depois, um alerta de tempestade tropical foi declarado para áreas ao longo da costa hondurenha entre Limón e a fronteira Nicarágua-Honduras. No entanto, todos os alertas e avisos foram interrompidos quando Ida enfraqueceu para uma depressão tropical em novembro. 6.
Em toda a Nicarágua, as autoridades evacuaram cerca de 3.000 pessoas de áreas propensas a inundações e deslizamentos de terra, já que as chuvas de mais de 20 in (510 mm) deveriam cair. Cerca de 1.100 dos evacuados eram de Corn Island e Little Corn Island, onde não se esperava que suas casas resistissem a ventos com força de furacão. Em Bluefields, cerca de 1.100 pessoas foram evacuadas para abrigos. As autoridades começaram a estocar suprimentos, como alimentos, cobertores e água, que poderiam abastecer 20.000 pessoas após a tempestade. Após a formação de Ida, as autoridades da Costa Rica colocaram a maioria das regiões do norte sob alerta amarelo. Funcionários da Cruz Vermelha da Costa Rica também foram colocados de prontidão. Em El Salvador, as autoridades elevaram o nível de alerta de desastre para verde, o nível mais baixo de alerta, em 5 de novembro. À medida que Ida se aproximava da costa da Nicarágua, as autoridades de Honduras alertaram os moradores sobre a probabilidade de fortes chuvas causadas pela tempestade. Em resposta a isso, o nível de alerta de desastre do país foi elevado para amarelo.

### Norte do Caribe
| Localização                               | Pico       | Pico   |
| Localização                               | milímetros |        |
| ----------------------------------------- | ---------- | ------ |
| Puerto Cabezas, Nicarágua                 | 231        | [ 1 ]  |
| Puerto Lempira, Honduras                  | 180        | [ 1 ]  |
| Manuel Lazo, Cuba                         | 320        | [ 1 ]  |
| Pensacola, Flórida                        | 137        |        |
| Veneza, Luisiana                          | 29.4       | [ 19 ] |
| Opelika, Alabama                          | 250        | [ 19 ] |
| Waynesboro, Mississippi                   | 105        | [ 19 ] |
| Litônia, Geórgia                          | 186        | [ 20 ] |
| Monte Le Conte, Tennessee                 | 104        | [ 20 ] |
| Loris, Carolina do Sul                    | 175        | [ 20 ] |
| Manteo, Carolina do Norte                 | 356        | [ 20 ] |
| Hampton, Virgínia                         | 457        | [ 21 ] |
| White Sulphur Springs, Virgínia Ocidental | 67,8       | [ 21 ] |
| Washington DC                             | 50,2       | [ 21 ] |
| Ilha de Assateague, Maryland              | 187        | [ 21 ] |
| Greenwood, Delaware                       | 117        | [ 21 ] |
| Atlantic City, Nova Jersey                | 136        | [ 21 ] |
| Barragem de Holtwood, Pensilvânia         | 16,2       | [ 21 ] |
| Cullowhee, Nova York                      | 78,9       | [ 21 ] |
| Wells, Maine                              | 160        | [ 22 ] |

Em 7 de novembro, a depressão tropical Ida reentrou no Mar do Caribe e se fortaleceu novamente em uma tempestade tropical, levando o NHC a emitir um alerta de tempestade tropical para áreas entre San Felipe, Iucatã e Punta Allen, no México, bem como na província de Pinar del Río, Cuba. Várias horas depois, os alertas foram atualizados para avisos e um novo aviso de tempestade tropical foi declarado para Grande Caimão. Um alerta de tempestade tropical também foi emitido para a Ilha da Juventude e um alerta de furacão para as áreas entre Tulum e Cabo Catoche, no México. No início de 8 de novembro, o alerta de tempestade tropical e o alerta de furacão para o México foram modificados para incluir áreas de Punta Allen a Playa del Carmen e Tulum a Playa del Carmen, respectivamente. Um alerta de furacão também foi declarado para áreas entre Playa del Carmen e Cabo Catoche. Mais tarde naquele dia, o alerta de tempestade tropical para Grande Caimão foi interrompido quando Ida se afastou da ilha. No início de 9 de novembro, todos os alertas e avisos para Cuba e México foram interrompidos quando Ida se mudou para o Golfo do México e em direção aos Estados Unidos.
No México, as autoridades declararam alerta amarelo, risco moderado, quando o furacão Ida se aproximou da península de Iucatã em 9 de novembro. Cerca de 36.000 turistas e 1.500 residentes foram evacuados das áreas costeiras de Quintana Roo. A Marinha mexicana foi colocada de prontidão para ajudar nos esforços de socorro assim que a tempestade passasse. Mais tarde naquele dia, o alerta foi elevado para vermelho, o nível mais alto, pois ventos com força de furacão e fortes chuvas ameaçavam a região. Um total de 95 abrigos foram abertos no estado para abrigar os evacuados.

### Estados Unidos

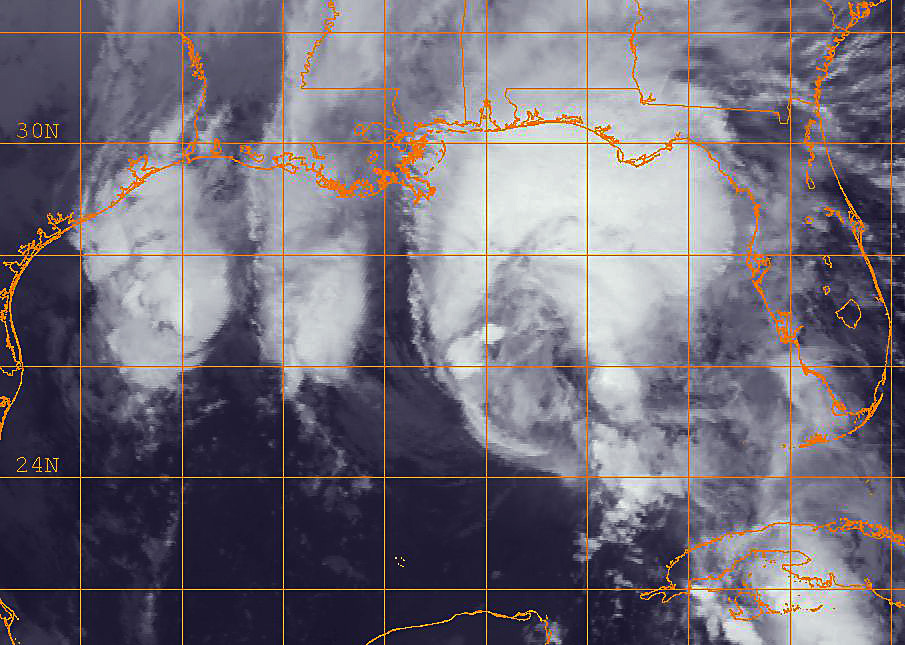
Imagem infravermelha de satélite da tempestade tropical Ida se aproximando da costa do Golfo dos Estados Unidos, à medida que se torna extratropical

Quando o furacão Ida passou pelo canal de Iucatã em 8 de novembro, o NHC emitiu um alerta de furacão para áreas entre Grand Isle, Louisiana e Mexico Beach, Flórida. À medida que a tempestade se aproximava dos estados, um alerta de tempestade tropical foi declarado para áreas entre Grand Isle e Pascagoula, Mississippi, bem como áreas entre Indian Pass, Flórida, e a foz do rio Aucilla. O alerta de furacão também foi modificado para abranger uma área menor, entre Grand Isle e Pascagoula. Um alerta de furacão também foi emitido de Pascagoula para Indian Pass. Durante a tarde de 9 de novembro, todos os alertas e avisos de furacão foram descontinuados e o alerta de tempestade tropical foi modificado para incluir áreas entre Grand Isle e a foz do rio Aucilla. Como Ida se tornou extratropical, o NHC interrompeu todos os alertas e avisos sobre a tempestade em 10 de novembro.
Devido à ameaça de grandes ondas, várias plataformas de petróleo ao longo da costa do Texas foram evacuadas como medida de precaução. Os trabalhadores da Chevron Corporation e da Anadarko Petroleum foram evacuados das plataformas offshore, enquanto os que trabalhavam para a ConocoPhillips e a ExxonMobil permaneceram no local. O Luisiana Offshore Oil Port também foi fechado em 9 de novembro como resultado da passagem de Ida. Como resultado da diminuição da produção de petróleo, o preço do petróleo subiu mais de $ 1 para $ 78 por barril. Entre as sondas danificadas está a Transocean Marianas, que perfurava o poço Macondo. Essa embarcação seria substituída no Poço Macondo pela Deepwater Horizon, que causou o derramamento de óleo da Deepwater Horizon em 2010.
Em 8 de novembro, a presidente da Paróquia de Lafourche, Louisiana, Charlotte Randolph, declarou estado de emergência para a paróquia quando a tempestade se aproximou da Costa do Golfo dos Estados Unidos. Embora nenhuma evacuação tenha sido emitida, todas as escolas e escritórios do governo foram fechados até 10 de novembro. Evacuações voluntárias foram emitidas para residentes na Paróquia de Plaquemines ao longo das áreas costeiras. O auditório Belle Chasse foi convertido em um abrigo para abrigar os evacuados durante a tempestade. O prefeito de Grand Isle, David Carmadelle, emitiu ordens de evacuação voluntária para residentes em veículos recreativos e trailers na ilha. Quase 1.400 famílias que ainda vivem em casas temporárias da FEMA na Luisiana, após os furacões Katrina e Rita, foram instadas a ficar em casa.

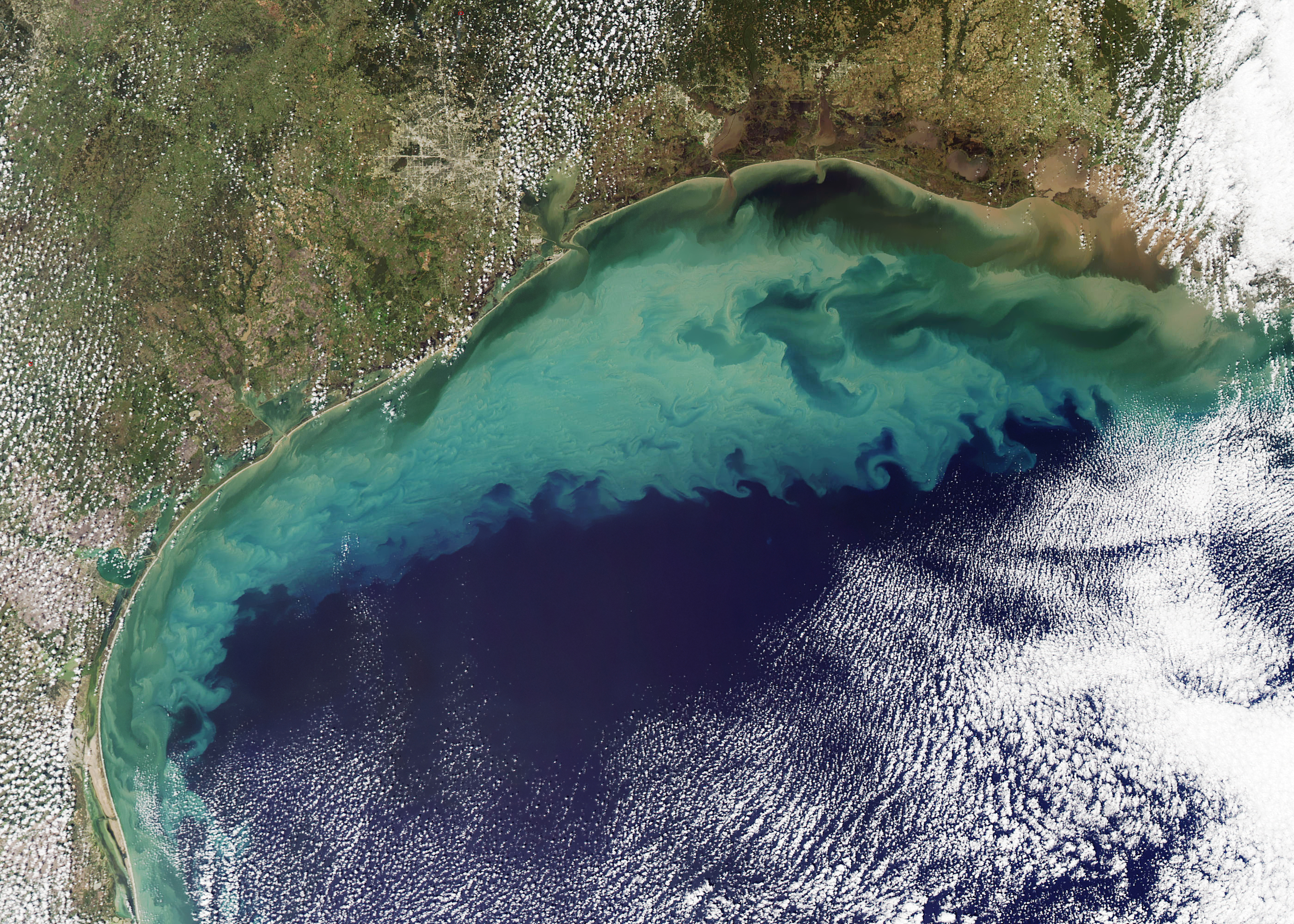
Sedimentação no noroeste do Golfo do México após o furacão Ida

No Condado de Baldwin, Alabama, um estado de emergência local foi declarado em 9 de novembro quando Ida se aproximava do desembarque. Evacuações voluntárias foram declaradas para residentes que vivem ao longo de áreas costeiras ou em casas móveis. Todos os escritórios do governo foram fechados até 10 de novembro devido à tempestade. O Baldwin County Coliseum foi convertido em um abrigo para abrigar possíveis evacuados durante a tempestade também. No Mississippi, as autoridades aconselharam os moradores a permanecerem vigilantes e discutiram possíveis evacuações. Os residentes que vivem perto de Pensacola Beach, Flórida, e nas proximidades de Perdido Key foram instados a evacuar. Em 8 de novembro, funcionários de emergência declararam estado de emergência no condado de Escambia. No dia seguinte, o condado de Walton também foi colocado em estado de emergência antes da chegada do furacão Ida. Evacuações voluntárias foram emitidas para residentes em áreas baixas e todos os escritórios não emergenciais foram fechados até 10 de novembro. O ginásio da Freeport High School foi convertido em um abrigo para abrigar os evacuados.

## Impacto e consequências

### Nicarágua
Predefinição:Wettest tropical cyclones in Nicaragua
Em toda a Nicarágua, as chuvas produzidas pela tempestade foram significativamente menores do que o previsto, de acordo com estimativas derivadas de satélites. Os temores iniciais eram de que mais de 15 in (380 mm) de chuva cairia; no entanto, a maioria das áreas recebeu menos de 5 in (130 mm), especialmente mais para o interior. Um máximo de 9.1 in (230 mm) caiu em Puerto Cabezas enquanto áreas mais para o interior receberam menos de 8 in (200 mm). Os danos mais graves ocorreram em Karawala e Corn Island, perto de onde a tempestade atingiu a costa. Lá, cerca de 80 por cento das estruturas foram destruídas e mais de 2 000 ha de colheitas foram perdidos. Em Corn Island, 40 casas, 3 escolas e uma igreja foram destruídas e as redes elétricas e de água foram severamente interrompidas. Cerca de 6.000 pessoas dos municípios de Sandy Bay, Karawala, Kukra Hilla, Laguna de Perlas, El Tortuguero e a foz do Rio Grande foram evacuadas para 54 abrigos durante a tempestade. As autoridades afirmaram que 42 pessoas ao longo da Costa Miskito estavam desaparecidas, pois se recusaram a evacuar antes da tempestade. No dia seguinte à passagem de Ida, as autoridades começaram a avaliar a extensão total dos danos do furacão. Estima-se que 40.000 pessoas ficaram desabrigadas em todo o país e uma pessoa foi listada como desaparecida. Prefeitos de cidades gravemente afetadas relataram que houve numerosos feridos, pessoas desaparecidas e grandes danos materiais. Na Nicarágua, não houve mortes confirmadas como resultado de Ida.
Danos de Ida na Nicarágua foi estimado em pelo menos 46 milhões de córdoba nicaraguense (US$ 2,12 milhão). Um total de 1.334 pessoas ficaram feridas pela tempestade em todo o país. As avaliações finais de danos do governo da Nicarágua para a Nicarágua continental foram concluídas em 12 de novembro. Um relatório do governo disse que 283 casas foram destruídas e 1.899 outras danificadas; 1.184 latrinas foram destruídas e 444 foram danificadas, e 476 poços foram destruídos e 1.139 foram danificados.

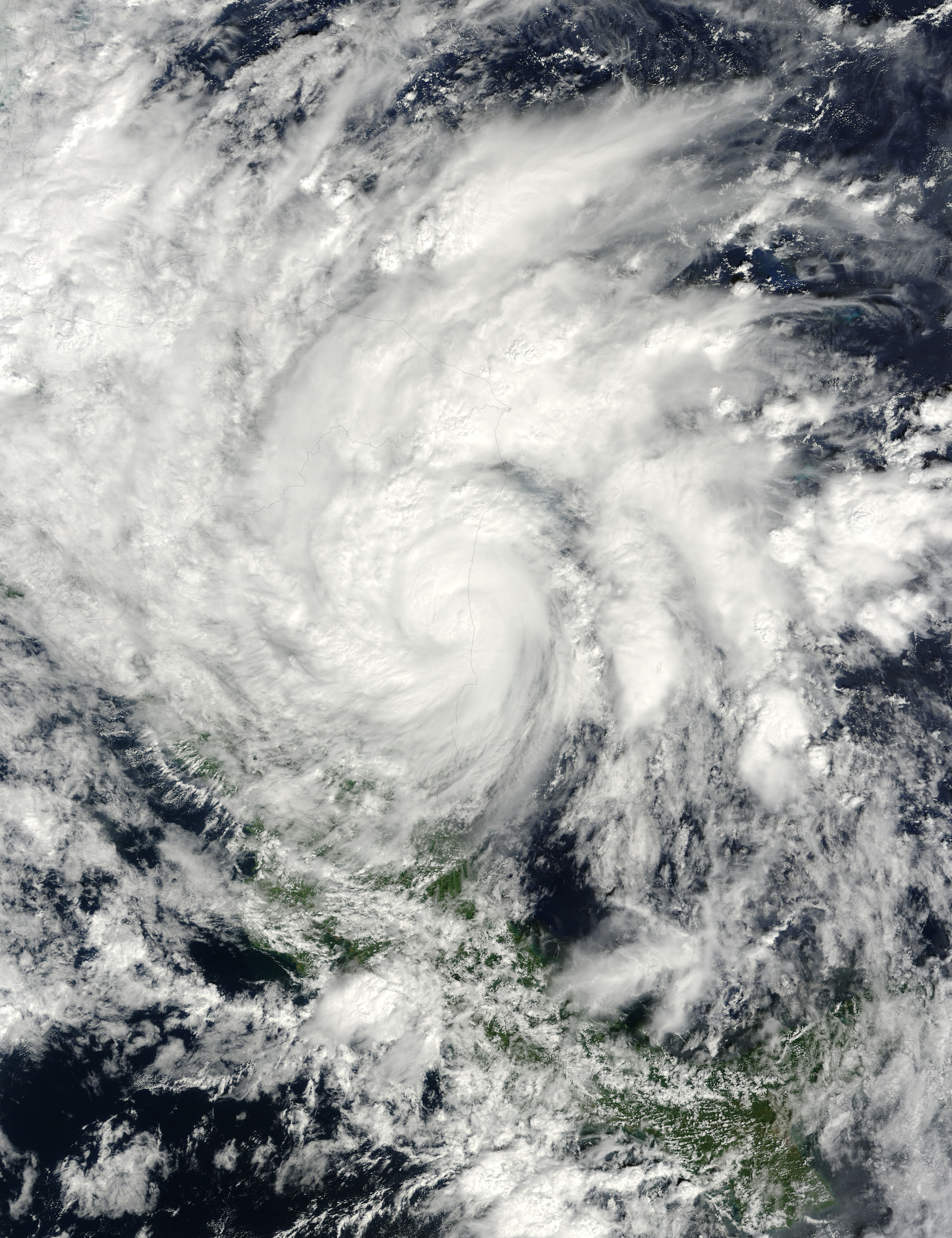
Furacão Ida logo após atingir a Nicarágua

Logo depois que a tempestade se moveu para o interior, 700 membros da defesa civil foram destacados para a região afetada; no entanto, devido às estradas danificadas e às más condições de viagem, eles lutaram para chegar a regiões isoladas. O exército da Nicarágua forneceu às equipes de socorro quatro helicópteros e duas aeronaves AN-2 para vigilância de danos e missões de busca e resgate após Ida. O governo da Nicarágua alocou cerca de US$ 4,4 milhões em fundos de socorro para os afetados pela tempestade. Várias agências das Nações Unidas forneceram suprimentos de socorro aos residentes afetados pela tempestade e doaram fundos para desastres ao país. O Fundo de População das Nações Unidas forneceu US$ 49.000 em fundos; o Programa Alimentar Mundial mobilizou vários veículos de resgate e equipes de logística; A UNICEF também forneceu assistência logística no país. OCHA forneceu $ 2 milhões em fundos de socorro; o Governo da Suécia forneceu 400.000 coroas suecas (US$ 55.946) para saneamento e suprimentos de saúde; a Cruz Vermelha Holandesa também doou 20.000 euros (US$ 27.226) para itens não alimentícios.

### Em outros lugares da América Central
Na Costa Rica, as faixas externas de Ida trouxeram chuvas torrenciais, provocando deslizamentos de terra isolados. Um desses deslizamentos de terra danificou três casas, levando as autoridades a evacuar cinco famílias. Casas perto de Los Diques de Cartago foram inundadas e o sistema de esgoto foi danificado, resultando em transbordamento. Na província de Veraguas, Panamá, fortes enchentes desalojaram mais de 400 pessoas depois que 84 casas foram inundadas até os telhados. Um desastre de inundação que matou 124 pessoas em El Salvador foi inicialmente atribuído ao furacão Ida, embora o Centro Nacional de Furacões tenha afirmado rapidamente que o evento resultou de um sistema separado de baixa pressão tropical no Pacífico. Depois de enfraquecer para uma tempestade tropical, Ida mudou-se para Honduras, onde caíram fortes chuvas. A precipitação máxima de 7.1 in (180 mm) foi registado em Puerto Lempira. Essas chuvas causaram o transbordamento de alguns rios do país, mas nenhum transbordou. Nas áreas do norte de Honduras, pequenas inundações e árvores caídas foram relatadas.

### Norte do Caribe
Em Cuba, as faixas externas de Ida produziram fortes chuvas generalizadas nas áreas ocidentais do país. Uma quantidade máxima de chuva de 12.5 in (320 mm) caiu em Manuel Lazo, enquanto as áreas próximas receberam entre 7 and 9 in (180 and 230 mm). Ventos fortes, com rajadas de até 140 km/h (87 mph) em zonas localizadas, acompanhou a tempestade durante a sua passagem. Vários rios foram inundados devido às chuvas, incluindo o rio Cuyaguateje, que transbordou e inundou áreas próximas. Na Península de Iucatã, choveu significativamente menos devido à estrutura assimétrica de Ida, embora a península estivesse relativamente perto da tempestade. Ilha Holbox, registrou inundações substanciais, com cerca de 70 por cento da ilha debaixo d'água. No entanto, apenas danos menores foram relatados. Pouca ou nenhuma erosão de praia ocorreu em cidades costeiras como Cancún; no entanto, mais de 50.000 turistas foram evacuados de Chetumal, Quintana Roo, durante a tempestade. As bandas externas do furacão Ida também afetaram Grande Caimão. Chuvas moderadas e rajadas de vento foram relatadas em toda a ilha, e as ondas ao longo da praia foram estimadas em 6 ft (1.8 m).

### Estados Unidos

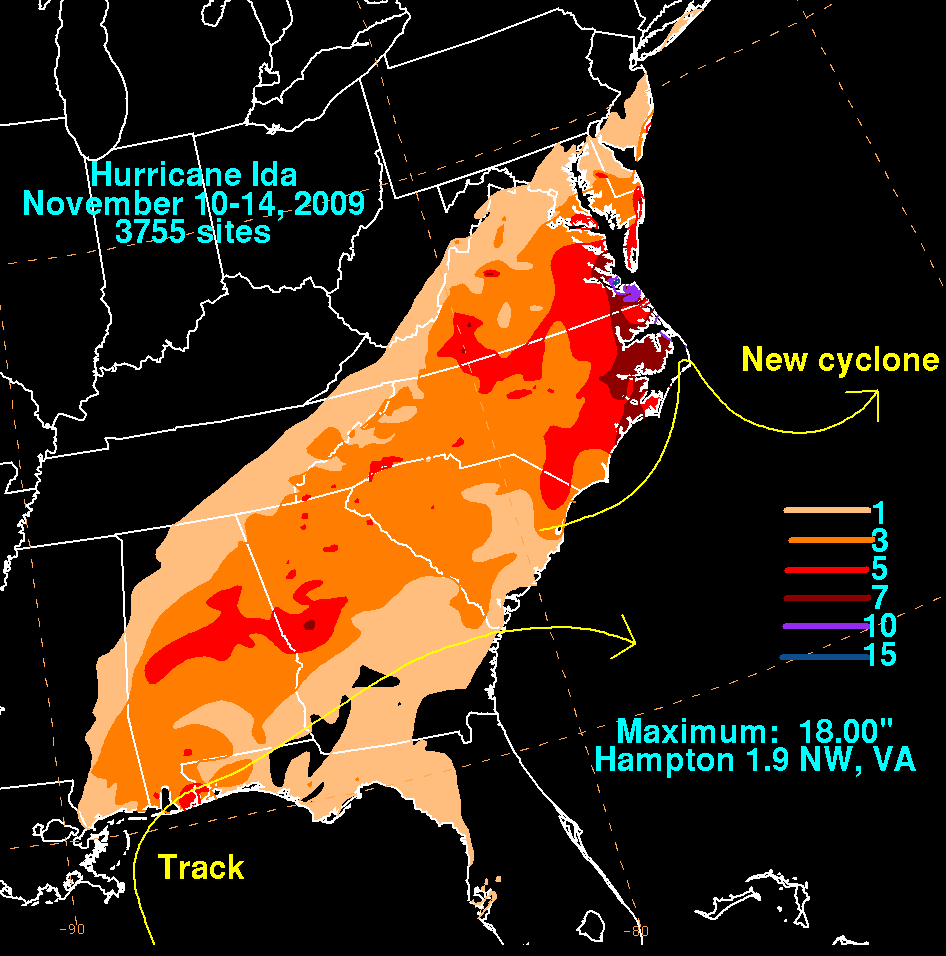
Precipitação do furacão Ida e o subsequente nor'easter nos Estados Unidos

Antes da chegada de Ida aos Estados Unidos, um forte gradiente de pressão entre o furacão e um sistema de alta pressão sobre os estados do sudeste resultou em ventos fortes no sul da Flórida. Estes ventos, atingindo 72 km/h (45 mph) em rajadas, causou danos moderados em partes do estado. Cerca de 3.000 pessoas ficaram sem energia elétrica nos condados de Miami-Dade, Broward e Palm Beach. Várias árvores foram derrubadas e algumas arrancadas. Um carro foi atingido por um galho de árvore quebrado durante o evento. Na Corrente do Golfo, o veleiro Serenity, de 8.2 m (27 ft) da Colômbia, foi apanhado pelo ciclone a 150 mi (240 km) a nordeste de Jacksonville, Flórida, e relatou um breve fortalecimento da tempestade, com ventos sustentados de 153 km/h (95 mph), rajadas de 180 km/h (110 mph), no lado leste do sistema. Devido à não resposta dos veleiros às comunicações VHF, um helicóptero USCG foi despachado pouco antes de o olho do sistema chegar à área. No entanto, a tripulação recusou a evacuação e, posteriormente, conseguiu chegar, um tanto danificada, a St. Augustine. Além disso, erosão moderada da praia foi relatada em condados ao longo da Costa do Golfo. As chuvas do sistema impactaram a Flórida por dois dias, resultando em acumulações entre 3 and 5 in (76 and 127 mm) em partes do cabo de terra. A precipitação máxima de 5.41 in (137 mm) caiu em Pensacola.Predefinição:Tropical Cyclone Rainfall in Florida Inundações costeiras e interiores resultaram no fechamento de várias estradas e escolas e escritórios não-governamentais foram fechados em 10 de novembro. A subida das águas ao longo da costa foi estimada entre 0.91–1.52 m (3–5 ft) no auge da tempestade. Após a tempestade, um estado de emergência local foi declarado no condado de Wakulla. Em toda a Flórida, os danos causados pela tempestade chegaram a $ 265.000.
No Alabama, onde Ida atingiu a costa, fortes chuvas resultaram em inundações repentinas generalizadas. Um máximo de 9.83 in (250 mm) de chuva caiu em Opelika durante a tempestade. Várias estradas em condados costeiros foram fechadas depois de serem cobertas por águas altas. Fortes chuvas em áreas centrais do estado também resultaram em inundações moderadas. No condado de Calhoun, uma área de três quarteirões de Anniston foi inundada por 2.5 ft (0.76 m) de água. Além das fortes chuvas do temporal, ondas de até 20 ft (6.1 m) causou danos graves ao longo das regiões costeiras. Uma onda de tempestade de 4.38 ft (1.34 m) foi gravado em Bayou La Batre. O Gulf State Park Pier perto de Gulf Shores, recentemente reaberto após ser destruído pelo furacão Ivan em 2004, foi danificado. Os danos causados pela erosão da praia e resorts costeiros totalizaram cerca de US$ 9 milhões no estado.
Antes de chegar ao Alabama, o furacão Ida varreu o sudeste da Louisiana, trazendo chuvas leves a moderadas e aumentando o surfe no estado. No mar, uma pessoa se afogou após tentar ajudar um barco que emitiu um sinal de socorro durante a tempestade. O mar agitado resultou em erosão moderada a severa da praia que causou cerca 1,000 ft (300 m) do dique desabar. O colapso do dique levou a pequenas inundações e ameaçou três casas. A tempestade cortou uma nova passagem pela Ilha de Elmer para Grand Isle entre 100 and 200 ft (30 and 61 m) de largura. Um vento máximo sustentado de 100 km/h (62 mph) e rajada de 119 km/h (74 mph) foi registrado na foz do rio Mississippi. O maior total de precipitação foi registrado em Veneza em 1.16 in (29 mm). Embora não sejam causadas apenas por Ida, as marés altas ao longo da costa do Texas levaram ao fechamento de algumas estradas.

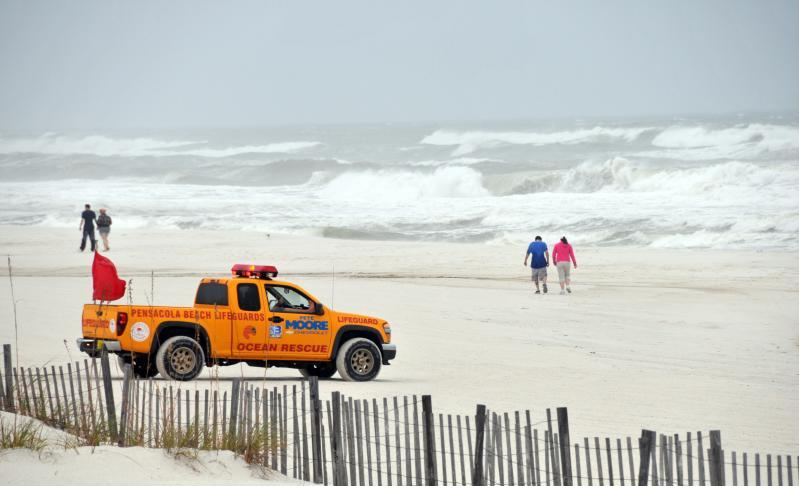
Condições em Pensacola Beach, Flórida, em 9 de novembro

Efeitos menores de Ida também foram experimentados em Mississippi, Geórgia e Tennessee. No Mississipi, 4.13 in (105 mm) de chuva caiu em Waynesboro. Algumas inundações foram relatadas em áreas próximas à fronteira com o Alabama, enquanto ventos de até 72 km/h (45 mph) derrubaram árvores. Ao longo da costa, a onda de tempestade do furacão foi estimada entre 3 and 3.5 ft (0.91 and 1.07 m). As fortes chuvas da tempestade afetaram grande parte da Geórgia, com uma grande faixa de 3 to 5 in (76 to 127 mm) caindo em partes do norte do estado. Um pico de 7.32 in (186 mm) foi registrado em Lithonia. Além disso, pequenas chuvas afetaram partes do leste do Tennessee, totalizando 4.11 in (104 mm) no Monte Le Conte.

### Nor'easter
Ao longo da costa leste dos Estados Unidos, um nor'easter envolvendo os remanescentes de Ida resultou em danos generalizados ao longo das áreas costeiras. Na Carolina do Norte, ventos fortes derrubaram várias árvores soltas em solo saturado. No condado de Rockingham, uma pessoa foi morta após ser atingida por um galho enquanto dirigia. Quatro casas foram destruídas ao longo de Outer Banks e mais de 500 outras foram danificadas, deixando pelo menos $ 5,8 milhões em perdas. Danos costeiros generalizados e inundações ocorreram na Virgínia, com chuvas superiores a 7 in (180 mm) caiu em muitos lugares e grandes ondas atingiram as praias. Em algumas áreas, as estradas foram fechadas várias vezes devido a inundações. Danos menores também foram relatados, pois algumas casas foram inundadas com até 1 ft (0.30 m) de água. Algumas áreas relataram uma tempestade comparável à dos furacões Gloria em 1985 e Isabel em 2003. Os danos da tempestade na Virgínia foram estimados em pelo menos $ 38,8 milhões, dos quais US$ 25 milhão estava em apenas Norfolk. Em Nova Iorque, uma pessoa se afogou depois de ser pega no mar agitado da praia de Rockaway. As perdas totais na praia no estado chegaram a US$ 8,2 milhões.